# ياكوب كراوس
ياكوب كراوس (بالهولندية: Jakob Kraus)‏ (و. 1861 – 1951 م) هو سياسي، من مملكة هولندا، ولد في خرونينغن، توفي في لاهاي، عن عمر يناهز 90 عاماً.

## مناصب
تولى منصب عضو مجلس الشيوخ في هولندا (3 أكتوبر 1911–24 يونيو 1922)، وMinister of Transport, Public Works and Water Management ‏ (13 يوليو 1906–11 فبراير 1908)، وMinister of Transport, Public Works and Water Management ‏ (17 أغسطس 1905–3 مارس 1906)، ووزير الشؤون الاقتصادية.

## التعليم
تعلم في جامعة دلفت للتكنولوجيا.